# Ladislav Češka
Ladislav Češka (4. června 1901 – 28. července 1959) byl český a československý politik Komunistické strany Československa a poúnorový poslanec Národního shromáždění ČSR.

## Biografie
V roce 1948 se uváděl jako dílenský mistr v továrně na obuv, bytem Polička.
Po volbách roku 1948 byl zvolen do Národního shromáždění za KSČ ve volebním kraji Pardubice. Mandát nabyl až dodatečně v květnu 1954 jako náhradník poté, co rezignoval poslanec Jan Černý. V parlamentu zasedal až do konce funkčního období, tedy do voleb v roce 1954.